# Laccogrypota bogotana
Laccogrypota bogotana is een halfvleugelig insect uit de familie schuimcicaden (Cercopidae). De wetenschappelijke naam van deze soort is voor het eerst geldig gepubliceerd in 1878 door Distant.